# Джелалудін Шарітьяр
Амредін Мохаммад Анвар Шаріфі (перс. جلال‌الدین شریعت‌یار / нім. Djelaludin Sharityar; нар. 15 квітня 1983, Задран, Пактія, Афганістан) — афганський та німецький футболіст, опорний півзахисник. Виступав за національну збірну Афганістану.

## Клубна кар'єра

### Ранні роки
Футболом розпочав займатися 1990 році в Німеччини на позиції нападника на дитячо-юнацькому в «Онінгені». Зрештою, опинився в молодіжної структури «Вольфсбурга».

### Початок професіональної в Швейцарії та Німеччини
Потім деякий час грав у швейцарському клубі третього дивізіону «Кройцлінген». Після цього повернувся до Німеччини, де виступав за «Зінген» та «Констанц». У 2006 році став гравцем представника Оберліги «Еммендінген». Проте за підсумками сезону команду опустилася до Вербандсліги. Напередодні старту сезону 2007/08 років, по завершенні тижневого перегляду, підписав контракт з «Вайден», який виступав у Баварській лізі. У січні 2009 року перейшов до «Швайнфурта 05».

### Виступи за кордоном
У червні 2009 року перейшов до АПЕПа з Першого дивізіону Кіпру. В команді провів один сезон, після чого розірвав з клубом угоду за згодою сторін та вільним агентом перебрався в «Етнікос» (Ахна).
У липні 2012 року Джелалудін став першим в історії афганцем, який отримав професіональний контракт до 2013 року, після переходу до «Аль-Хідда» з Прем'єр-ліги Бахрейну.
У січні 2014 року розірвав контракт з «Аль-Хіддом», після чого повернувся до свого колишнього клубу, «Швайнфурта 05».
У сезоні 2015/16 повернувся до Прем'єр-ліги Бахрейну, де став гравцем одного з грандів бахрейнського футболу, «Манама Клаб». У вище вказаному клубі також грав у Лізі чемпіонів Перської затоки, клубному кубку для шести арабських країн-членів Ради співробітництва Перської затоки. Його контракт з «Манамою» закінчився 1 липня 2016 року. Після цього півроку перебував без клубу
1 лютого 2017 року ФК Мумбай оголосив про підписання афганського опорника. По завершенні сезона залишив команду.

## Кар'єра в збірній

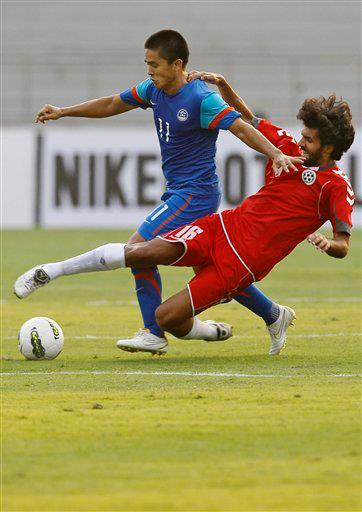
Джелалудін Шарітьяр (у червоній футболці) під час матчу проти Індії (2011)

У футболці національної збірної Афганістану дебютував 8 жовтня 2007 року в програному (0:3) поєдинку кваліфікації чемпіонату світу проти Сирії, в якому Шарітьяр відіграв усі 90 хвилин. У серпні 2014 року викликаний до олімпійської збірної Афганістану (як один із трьох гравців віком старше 23 років), яка виступала на Азійських іграх з 19 вересня по 4 жовтня. Після того, як його клуб відмовився відпускати Джелалудіна на чемпіонат Південної Азії 2015 року, пішов із національної збірної через проблеми з Афганською футбольною асоціацією. За національну команду провів щонайменше 38 матчів, а також був її капітаном до початку Кубку Південної Азії.

## Особисте життя
У 7-річному віці приїхав з Афганістану до Німеччини разом із трьома братами та матір’ю у віці семи років, де його батько проживав з 1986 року.
Його брат Мохаммед Шарітьяр, на прізвисько «Муді», вивчав медицину в Тюбінгені, з 2003 по 2006 рік за «Констанц» провів 64 матчі. Напередодні старту сезону 2011/12 років, через постійні травми, завершив кар’єру в складі «ТуС Метцінгена».

## Статистика виступів

### Клубна
Останнє оновлення: 22 квітня 2014
| Клубні виступи    | Клубні виступи   | Клубні виступи               | Ліга  | Ліга | Кубок           | Кубок           | Кубок ліги | Кубок ліги | Континентальні | Континентальні | Загалом | Загалом |
| Сезон             | Клуб             | Ліга                         | Матчі | Голи | Матчі           | Голи            | Матчі      | Голи       | Матчі          | Голи           | Матчі   | Голи    |
| Німеччина         | Німеччина        | Німеччина                    | Ліга  | Ліга | Кубок Німеччини | Кубок Німеччини | Інші       | Інші       | Єврокубки      | Єврокубки      | Загалом | Загалом |
| ----------------- | ---------------- | ---------------------------- | ----- | ---- | --------------- | --------------- | ---------- | ---------- | -------------- | -------------- | ------- | ------- |
| 2005–06           | «Констанц»       | Вербандсліга Південний Баден |       |      |                 |                 | -          | -          | -              | -              |         |         |
| 2006–07           | «Еммендінген»    | Оберліга Баден-Вюрттемберг   | 31    | 1    |                 |                 | -          | -          | -              | -              |         |         |
| 2007–08           | «Вайден»         | Оберліга Баварія             | 17    | 0    |                 |                 | -          | -          | -              | -              |         |         |
| 2008–09           | «Швайнфурт 05»   | Регіоналліга Баварія         | 17    | 0    |                 |                 | -          | -          | -              | -              |         |         |
| Кіпр              | Кіпр             | Кіпр                         | Ліга  | Ліга | Кубок Кіпру     | Кубок Кіпру     | Кубок ліги | Кубок ліги | Єврокубки      | Єврокубки      | Загалом | Загалом |
| 2009–10           | АПЕП             | Перший дивізіон Кіпру        | 18    | 0    |                 |                 | -          | -          | -              | -              |         |         |
| 2010–11           | «Етнікос» (Ахна) | Перший дивізіон Кіпру        | 12    | 0    |                 |                 | -          | -          | -              | -              |         |         |
| Бахрейн           | Бахрейн          | Бахрейн                      | Ліга  | Ліга | Кубок Бахрейну  | Кубок Бахрейну  | Кубок ліги | Кубок ліги | Азія           | Азія           | Загалом | Загалом |
| 2011–13           | «Аль-Хідд»       | Прем'єр-ліга Бахрейна        | 29    | 2    |                 |                 |            | -          | -              | -              | -       |         |
| Німеччина         | Німеччина        | Німеччина                    | Ліга  | Ліга | Кубок Німеччини | Кубок Німеччини | Інші       | Інші       | Єврокубки      | Єврокубки      | Загалом | Загалом |
| 2014              | «Швайнфурт 05»   | Регіоналліга Баварія         | 16    | 0    |                 |                 | -          | -          | -              | -              |         |         |
| Бахрейн           | Бахрейн          | Бахрейн                      | Ліга  | Ліга | Кубок Бахрейну  | Кубок Бахрейну  | Кубок Ліги | Кубок Ліги | Азія           | Азія           | Загалом | Загалом |
| 2015–16           | «Манама Клаб»    | Прем'єр-ліга Бахрейну        | 7     | 0    |                 |                 |            | -          | -              | -              | -       |         |
| Загалом           | Німеччина        | Німеччина                    |       |      |                 |                 |            |            |                |                |         |         |
| Загалом           | Кіпр             |                              |       |      |                 |                 |            |            |                |                |         |         |
| Бахрейн           |                  |                              |       |      |                 |                 |            |            |                |                |         |         |
| Усього за кар'єру |                  |                              |       |      |                 |                 |            |            |                |                |         |         |